# جاوولیا واروش
جاوولیا واروش (سیریلیک صربی: Ђавоља варош) تشکیلات سنگی شامل ۲۰۰ هرم زمینی یا «برج» است که در جنوب صربستان در کوه رادان در شهرداری کورشوملیا واقع شده‌است.

## زمین‌شناسی
جاوولیا واروش شامل ۲۰۲ تشکیل بیگانه‌مانند است که به عنوان دودکش جن یا «برج» توصیف می‌شوند. این‌ها ۲ تا ۱۵ متر (۶ فوت ۷ اینچ تا ۴۹ فوت ۳ اینچ) ارتفاع دارند و ۴ تا ۶ متر (۱۳ تا ۲۰ فوت) عریض هستند. این تشکیلات توسط یک فرسایش خاک که حاصل فعالیت آتشفشانی در میلیون‌ها سال پیش بوده ایجاد شده‌اند.